# Johannes Boolsen
Johannes Boolsen (1895 – 1985) var en dansk forfatter og opretter af Boolsens Stenhave.
Han virkede fra Frederikshavn.
Blandt hans udgivelser er Vendsysseldigte og andre Digte er fra 1939.
Boolsens De taler til os fra 1975 er slægtshistorie på vers.
En burste der afbilder Johannes Boolsen er skabt af kunstneren Poul Erland og står i Boolsens Stenhave.

## Eksterne link
- Johannes Boolsen (1895-1985), Dansk Forfatterleksikon